# Княжеско-сербский театр
Княжеско-сербский театр (серб. Књажевско-српски театар), до 14 февраля 2007 года Театр им. Йоакима Вуйича (серб. Театар Јоаким Вујић) — старейший сербский театр. Основан в городе Крагуевац в 1835 году.

## История театра

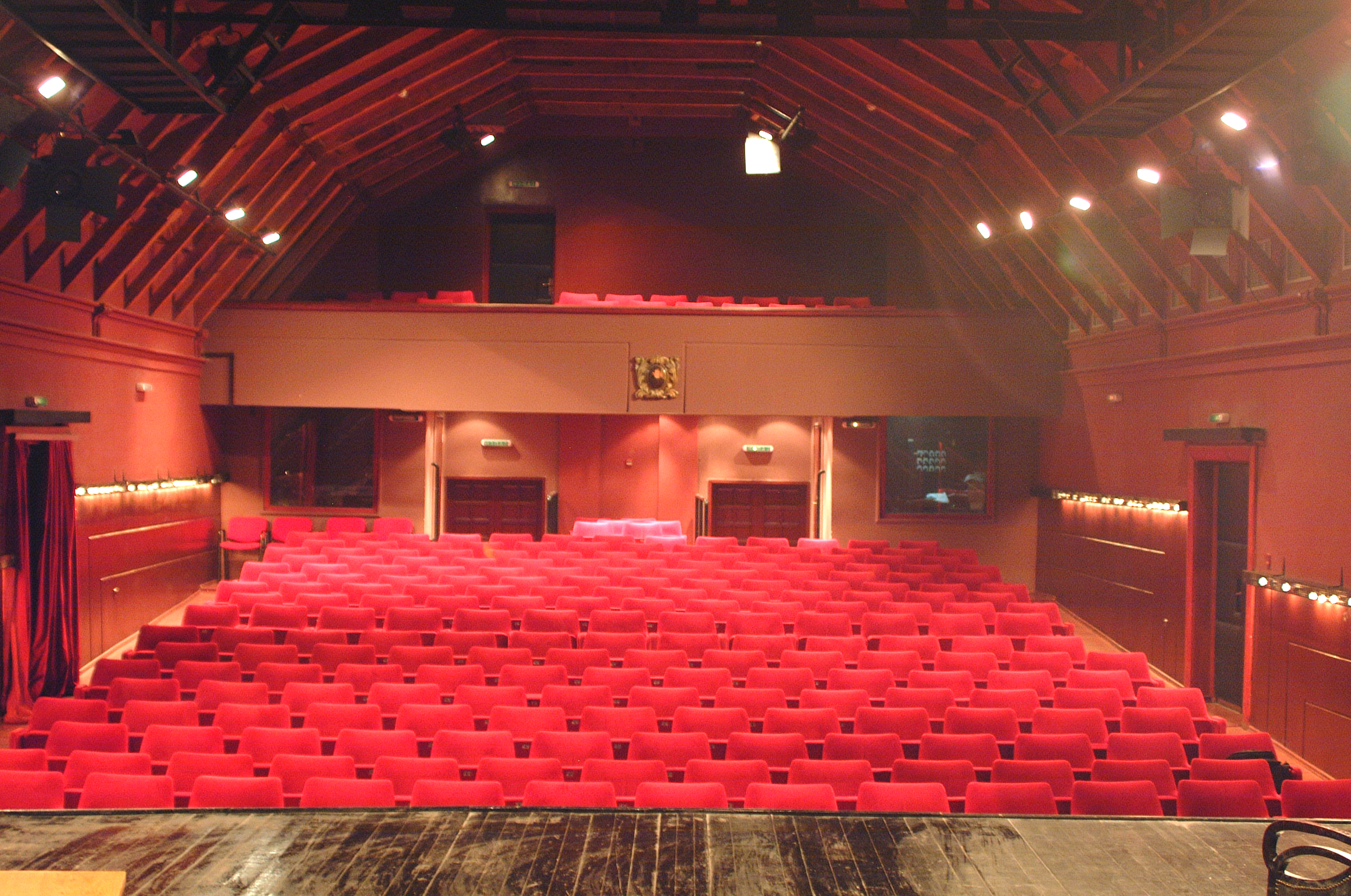
Сцена Йоакима Вуйича

Первые театральные представления состоялись в Крагуеваце в 1825 году.
В 1830—1833 годах Сербия становится автономным княжеством и получает право на деятельность культурно-образовательных и медицинских учреждений. В связи с тем, что Крагуевац в то время стал столицей Сербии, здесь располагалась резиденция князя Милоша Обреновича, именно в Крагуеваце в 30-е годы XIX века были основаны типография, газета, гимназия, лицей, библиотека, художественная галерея, суд, больница и первая аптека.
По приглашению князя Милоша Обреновича осенью 1834 года в Крагуевац прибыл известный театральный деятель Йоаким Вуйич, «отец сербского театра», с целью организовать первый постоянный театр.
Первые спектакли были проведены во время сессии сербской скупщины, 15 февраля 1835 года. Вуйич стал первым директором и режиссёром театра. Над спектаклями работала плеяда художников, которая оставила глубокий след в истории театрального искусства страны.
В 1836 году театр прекратил постановки, его деятельность была возобновлена в 1840 году, режиссёром стал Атанасие Николич. Через год, когда Белград стал столицей страны, режиссёр и значительная часть труппы переехали в Белград, где приняли участие в создании «Театра на таможне». В самом Крагуеваце театральная жизнь возобновилась в середине века, театр стал известен под именем Добровольческий театр. Впоследствии он многократно менял название, с 1965 года носил имя своего основателя Йоакима Вуйича. 14 февраля 2007 года скупщина Крагуеваца приняла решение о возвращении театру его первоначального имени «Княжеско-сербский театр».
Княжевско-сербский театр, носящий с 2007 года своё историческое название, многие годы располагается в здании бывшей типографии, приспособленном в своё время к нуждам театра. В стенах театра в разные периоды его истории работало немало выдающихся творческих личностей, которые оказали огромное влияние на развитие национального сербского театра. Имя писателя и переводчика, первого директора Княжевско-сербского театра Йоакима Вуйича навсегда вошло в историю сербского искусства. С 1965 года в театре стали проводиться встречи профессиональных театров, которые позже переросли в ежегодный майский фестиваль. В наши дни в состав Княжевско-сербского театра входят несколько сценических площадок, носящие имена известных театральных деятелей: сцена Йоакима Вуйича, сцена Люба Тадича, сцена Театрэтик, а также сцена Мия Алексича.

## Награды театра
Ежегодно 15 февраля, в день театра, Княжеско-сербский театр вручает два специальных приза сербским театральным писателям, актёрам, режиссёрам и композиторам:
- Статуэтка Йоакима Вуйича,
- Кольцо с фигуркой Йоакима Вуйича[3]

## Театральные фестивали
Княжеско-сербский театр принимает на своей сцене два театральных фестиваля:
- ЙоакимФест, фестиваль лучших театральных постановок сербских авторов. Проводится ежегодно 7—15 мая[4]
- ЙоакимИнтерФест, международный театральный фестиваль. Проводится ежегодно 7—15 октября[5]

## Галерея

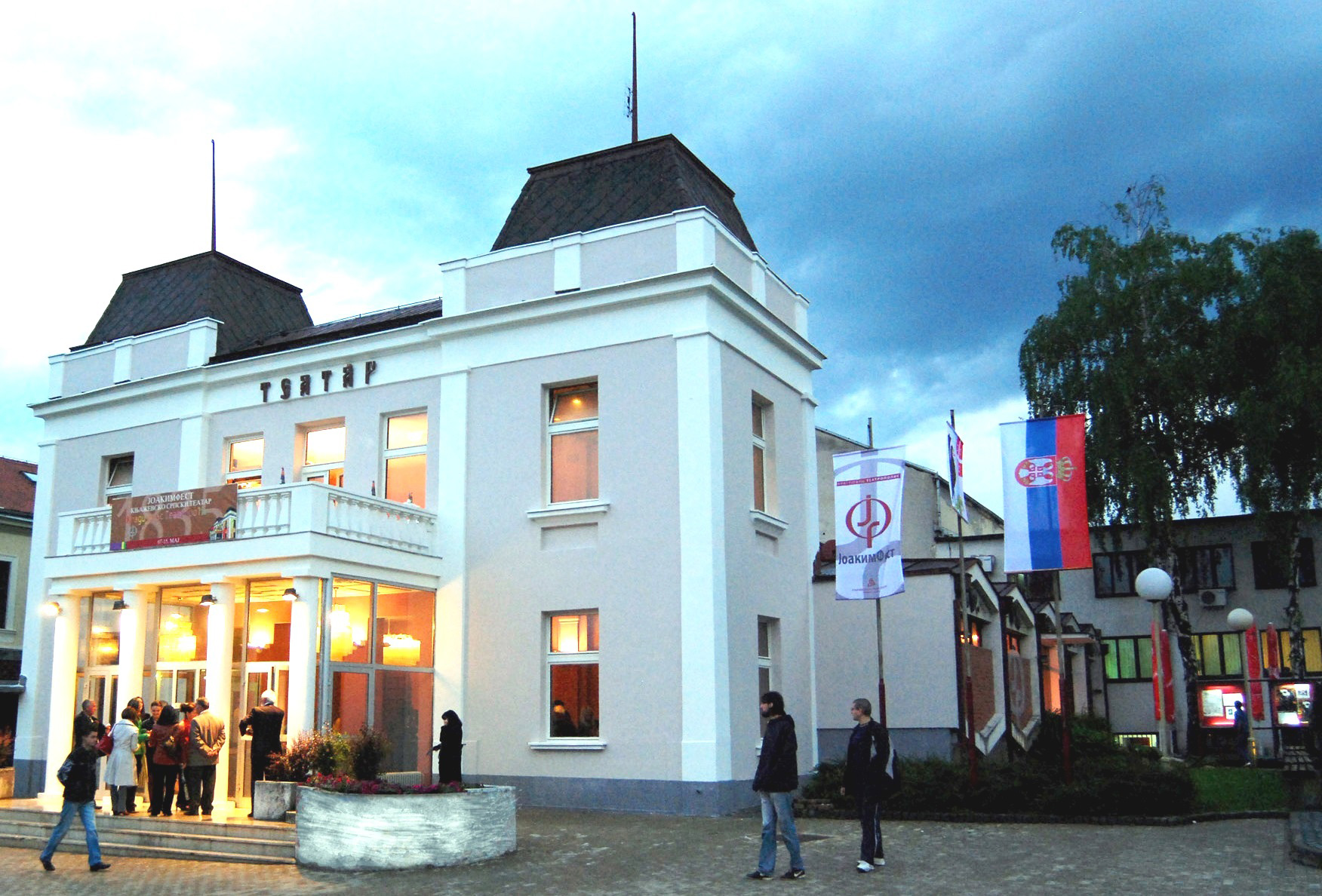
Княжеско-сербский театр
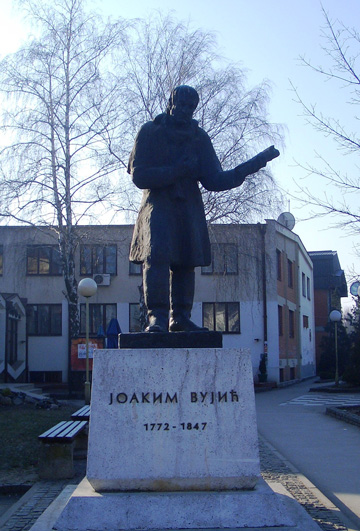
Йоаким Вуйич
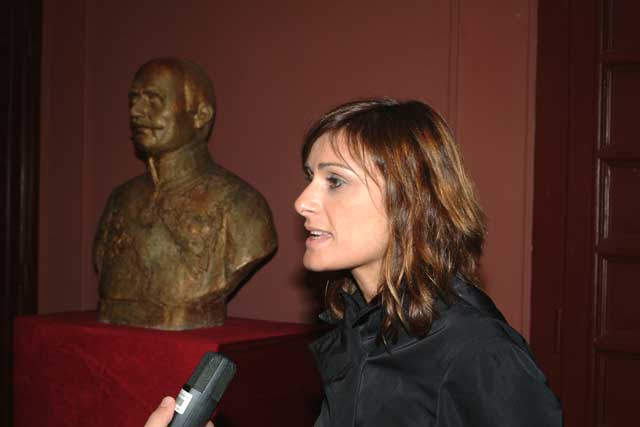
Биляна Срблянович, Статуэтка Йоакима Вуйича 2007
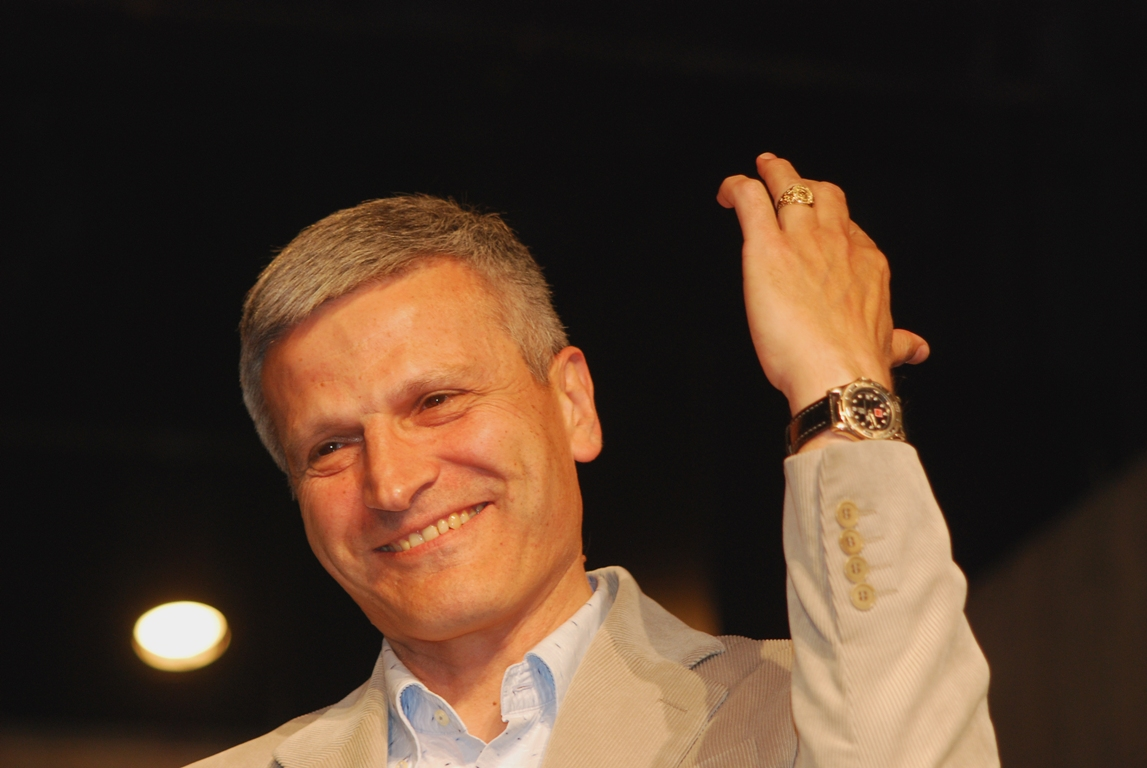
Небойша Брадич, Кольцо с фигуркой Йоакима Вуйича 2008
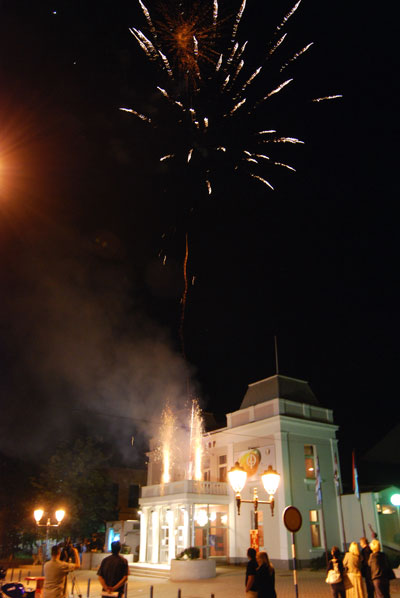
ЙоакимФест 09
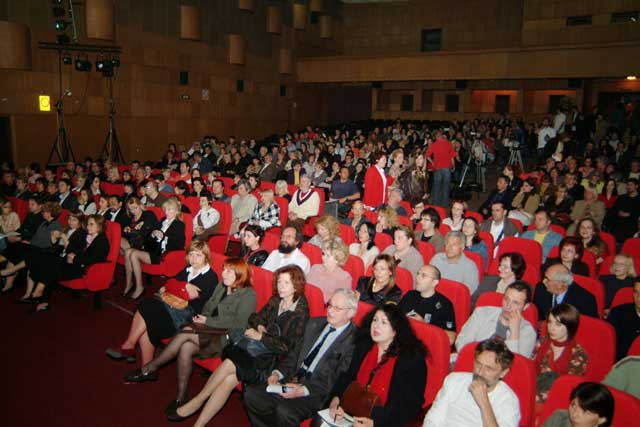
ЙоакимФест 07
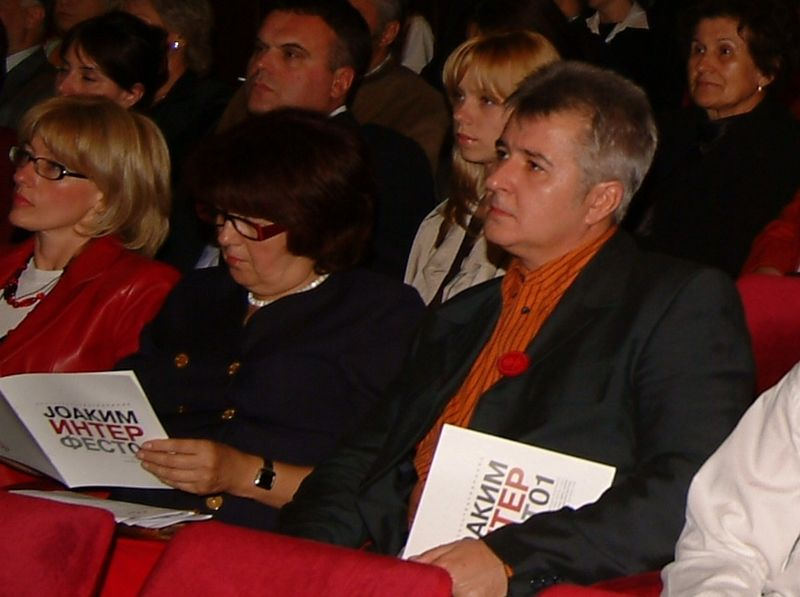
Драгана Бошкович, Слободан Савич, ЙоакимИнтерФест 06
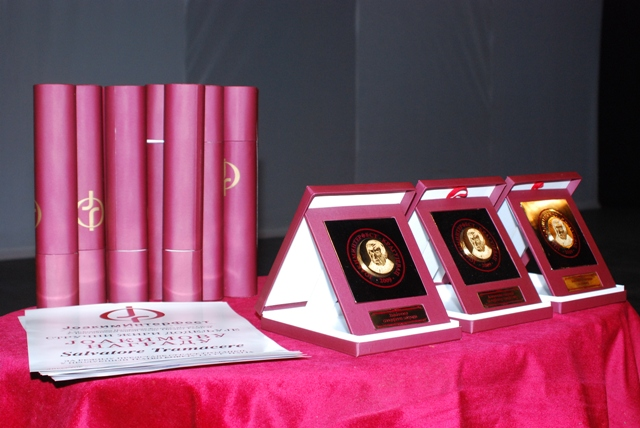
Награды ЙоакимИнтерФеста
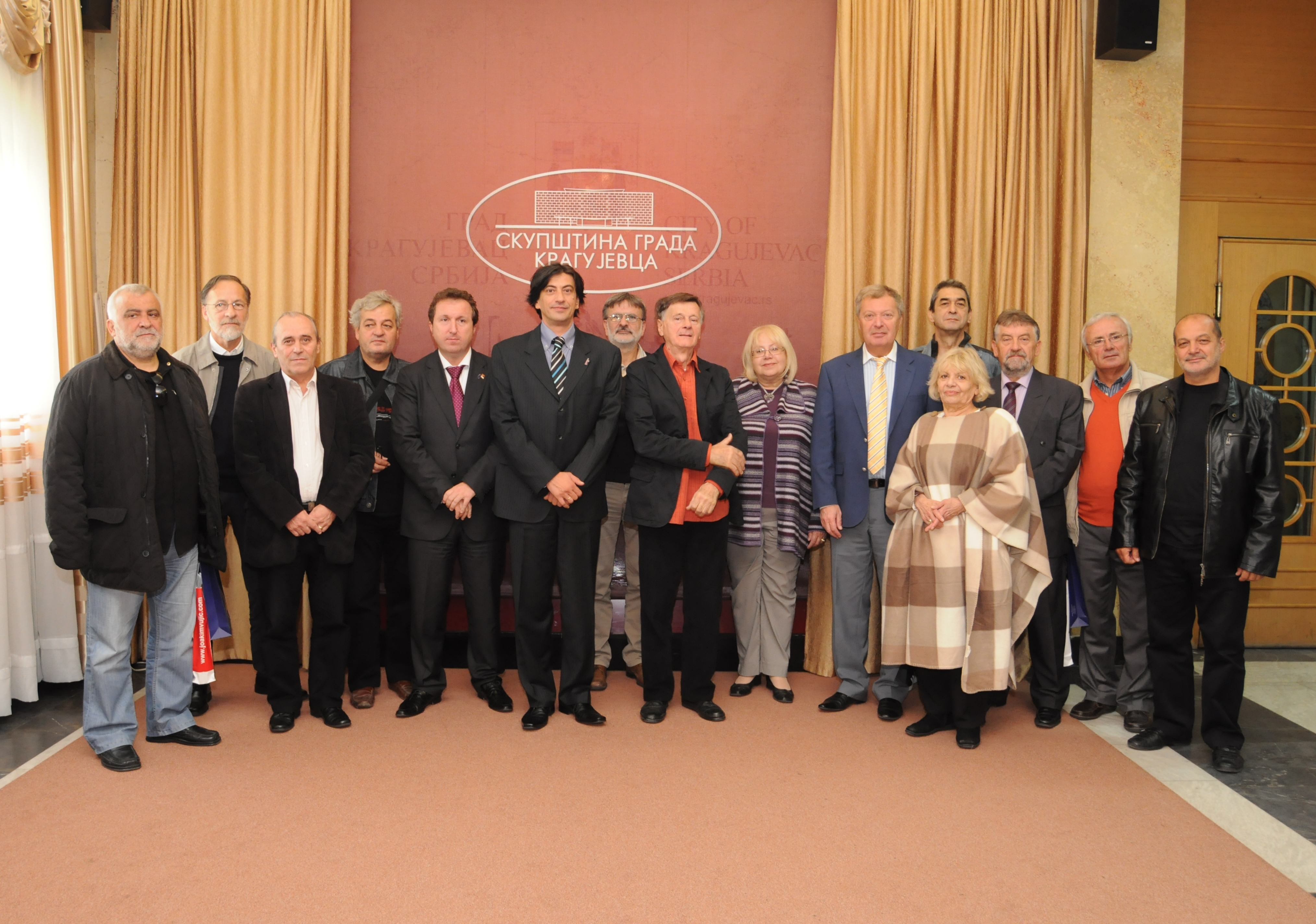
ЙоакимИнтерФест 2011